# Třída Siegfried
Třída Siegfried byla třída pobřežních bitevních lodí německého císařského námořnictva z konce 19. století. Celkem bylo postaveno šest jednotek této třídy. Ve službě byly v letech 1890–1916. Všechny byly vyřazeny. Na základě vylepšeného projektu byly postaveny ještě dvě jednotky třídy Odin.

## Stavba
Celkem bylo v letech 1888–1894 postaveno šest jednotek této třídy. Do stavby se zapojily loděnice Germaniawerft a Kaiserliche Werft Kiel v Kielu, AG Weser v Brémách a Kaiserliche Werft Wilhelmshaven ve Wilhelmshavenu.
Jednotky třídy Siegfried:
| Jméno      | Loděnice                        | Založení kýlu | Spuštěna | Vstup do služby | Poznámka |
| ---------- | ------------------------------- | ------------- | -------- | --------------- | --- |
| Siegfried  | Germaniawerft                   | 1888          | 1889     | 29. dubna 1890  | Od roku 1916 ubytovací loď, vyřazena 1919, sešrotována.                                                               |
| Beowulf    | AG Weser                        | 1890          | 1890     | 1. dubna 1892   | Od roku 1916 cílová loď, vyřazena 1919, sešrotována.                                                                  |
| Frithjof   | AG Weser                        | 1890          | 1891     | 23. února 1893  | Od roku 1916 ubytovací loď, vyřazena 1919, přestavěna na nákladní loď, sešrotována 1930.                              |
| Heimdall   | Kaiserliche Werft Wilhelmshaven | 1891          | 1892     | 7. dubna 1894   | Od roku 1916 ubytovací loď, vyřazena 1919, sešrotována.                                                               |
| Hildebrand | Kaiserliche Werft Kiel          | 1890          | 1892     | 28. října 1893  | Od roku 1916 ubytovací loď, vyřazena 1919, při vlečení k sešrotováni ztroskotala na nizozemském pobřeží, sešrotována. |
| Hagen      | Kaiserliche Werft Kiel          | 1891          | 1893     | 2. října 1894   | Od roku 1916 ubytovací loď, vyřazena 1919, sešrotována.                                                               |

## Konstrukce

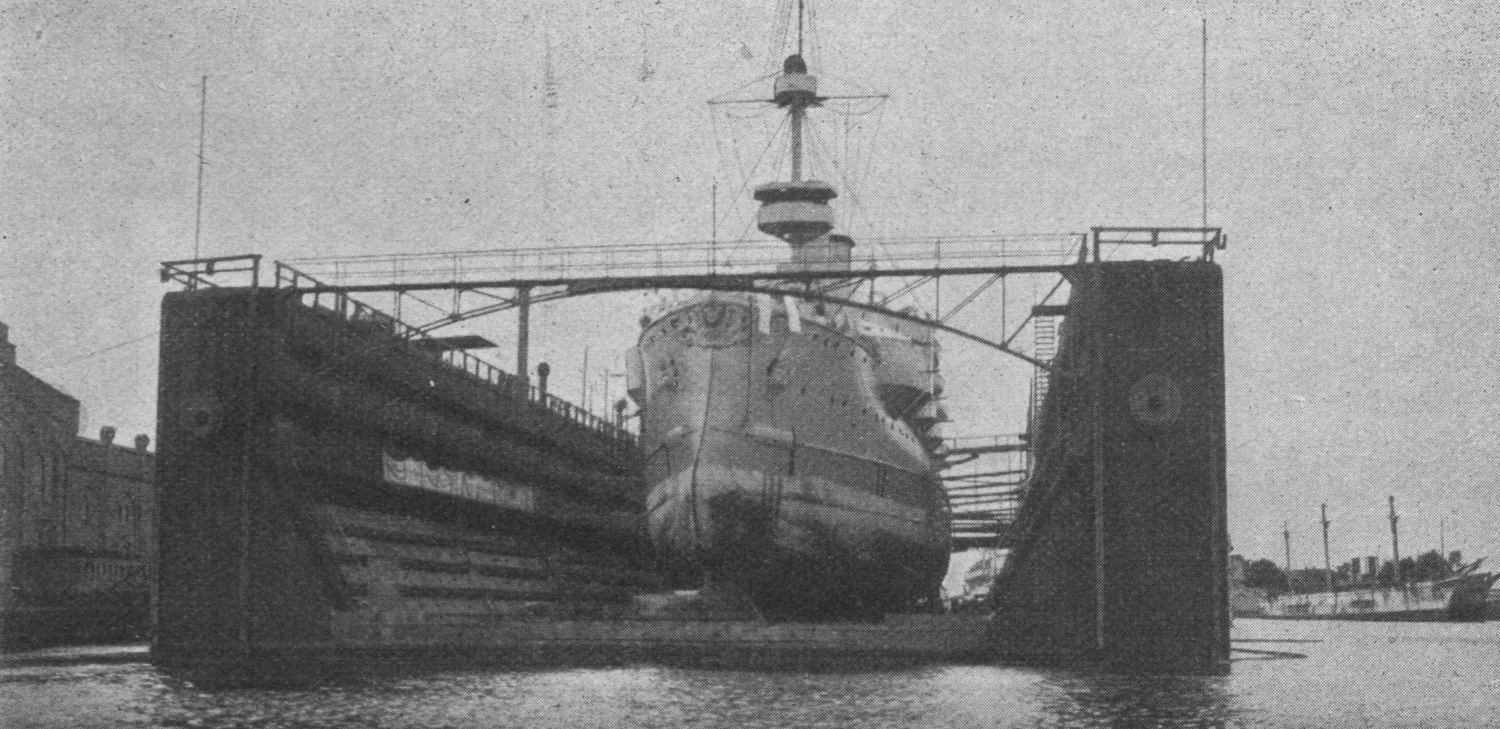
Siegfried v doku

Výzbroj tvořily tři 238mm kanóny umístěné po jednom v barbetách, šest 88mm kanónů a čtyři 450mm torpédomety. Dva hlavní kanóny přitom byly umístěny na přídi vedle sebe. Pohonný systém tvořilo osm kotlů a dva parní stroje s trojnásobnou expanzí o výkonu 5000 hp, pohánějící dva lodní šrouby. Nejvyšší rychlost dosahovala 14,4 uzlu. Dosah byl 1490 námořních mil při rychlosti 10 uzlů.